# Jesús Vallejo
Jesús Vallejo Lázaro (* 5. ledna 1997 Zaragoza) je španělský profesionální fotbalista, který hraje na pozici středního obránce za španělský klub Granada CF, kde je na hostování z Realu Madrid. Je také bývalým španělským mládežnickým reprezentantem.

## Klubová kariéra

### Real Zaragoza
Vallejo se narodil v aragonské Zaragoze. Do mládežnického klubu Realu Zaragoza nastoupil v roce 2007, když mu bylo 10 let. Dne 26. července 2013 podepsal s klubem novou smlouvu poté, co zapůsobil v klubu Juvenil.
Dne 23. srpna 2014, ještě předtím, než se objevil v rezervním týmu Realu Zaragoza, debutoval v profesionálním týmu a nastoupil při remíze 0:0 na hřišti klubu Recreativo de Huelva v soutěži Segunda División. Dne 26. prosince prodloužil smlouvu s klubem do roku 2019.
Vallejo vstřelil svůj první profesionální gól 5. dubna v zápase proti CD Tenerife (1:1). Na tento zápas ho manažer Ranko Popović jmenoval kapitánem týmu, přičemž mu tato funkce zůstala také na následující zápasy.

### Real Madrid
Dne 31. července 2015 podepsal šestiletou smlouvu s Realem Madrid za údajnou částku 6 milionů eur, přičemž byl ihned poslán na hostování na jeden rok do Realu Zaragoza. Následujícího roku se přestěhoval do zahraničí, kde byl na jeden rok na hostování v klubu Eintracht Frankfurt.
V Bundeslize se poprvé objevil 27. srpna 2016, kdy nastoupil jako náhradník při domácím vítězství 1:0 nad klubem FC Schalke 04. Svůj první gól vstřelil v posledním zápase sezóny jako náhradník a přispěl tak k remíze 2:2 s klubem RB Leipzig na stadionu Deutsche Bank Park.
Dne 7. července 2017 byl představen jako hráč Realu Madrid a člen hlavní sestavy týmu v nadcházející sezóně Primera División 2017/2018. Byl mu dán dres s číslem 3, který dříve nosil Pepe. Debutoval 26. října, kdy byl vyloučen v poslední minutě výherního zápasu proti klubu CF Fuenlabrada (2:0) v soutěži Copa del Rey. V La Lize (Primera División) nastoupil poprvé o deset dní později, kdy se po boku Sergia Ramose podílel na domácí porážce UD Las Palmas 3:0.
Po zranění Nacha Fernándeze a suspendaci Ramose debutoval 11. dubna 2018 v Lize mistrů UEFA, kdy odehrál celý zápas proti klubu Juventus FC, který ve druhém čtvrtfinále porazil Real Madrid 1:3. I přes tuto prohru postoupil do finále Real Madrid (4:3 na zápasy). Real Madrid tímto získal svůj třetí titul v řadě a celkově třináctý na turnaji.
Dne 27. července 2019 byl Vallejo poslán na roční hostování do klubu anglické Premier League Wolves. Debutoval 15. srpna při domácí výhře 4:0 nad klubem FC Pjunik Jerevan ve třetím kvalifikačním kole Evropské ligy UEFA. Svůj první zápas v Premier League odehrál 14. září, kdy odehrál celých 90 minut při prohře 5:2 s Chelsea na stadionu Molineux. V lize se objevil ještě jednou, ale s výjimkou zápasu v EFL Cupu v sestavě složené převážně z hráčů z rezervního týmu, se již neobjevil.
Na začátku lednového přestupního období trenér Wolves Nuno Espírito Santo potvrdil, že Vallejo pravděpodobně odejde, a doda: „Měl chvíle, kdy hrál, chvíle, kdy hrál dobře, a některé chvíle, kdy nehrál dobře ... Zjevně to nefungovalo.“ Dne 24. ledna 2020 byl do června poslán na hostování do klubu Granada CF; dne 18. srpna bylo hostování prodlouženo o další rok.

## Mezinárodní kariéra
Dne 7. března 2013 se Vallejo objevil ve Španělské fotbalové reprezentace do 16 let v přátelském utkaní s Maďarskem. Dne 26. března 2015 nastoupil za Španělskou fotbalovou reprezentaci do 21 let, společně s kterou porazil při přátelském utkání v Cartageně Norsko 2:0.
V roce 2017 byl manažerem Albertem Celadesem vybrán na Mistrovství Evropy ve fotbale hráčů do 21 let, přičemž si zahrál celkem čtyřikrát (Španělsko skončilo na druhém místě). Přestože nebyl součástí 23 členného týmu pro finále Mistrovství světa ve fotbale 2018, trenér Julen Lopetegui ho vybral pro přátelské utkání se Švýcarskem, které se uskutečnilo 3. června.
Vallejo byl jedním z 22 hráčů vybraných do týmu do 23 let pro letní olympijské hry 2020, které byly kvůli pandemii covidu-19 odloženy na léto 2021.

## Kariérní statistiky
Aktualizováno 21. listopadu 2021
| Klub                                | Sezóna         | Liga             | Liga   | Liga | Národní pohár | Národní pohár | Ligový pohár | Ligový pohár | Kontinentální | Kontinentální | Ostátní | Ostátní | Celkem | Celkem |
| Klub                                | Sezóna         | Soutěž           | Zápasy | Góly | Zápasy        | Góly          | Zápasy       | Góly         | Zápasy        | Góly          | Zápasy  | Góly    | Zápasy | Góly   |
| ----------------------------------- | -------------- | ---------------- | ------ | ---- | ------------- | ------------- | ------------ | ------------ | ------------- | ------------- | ------- | ------- | ------ | ------ |
| Real Zaragoza                       | 2014–15        | Segunda División | 29     | 1    | —             | —             | —            | —            | —             | —             | 3       | 0       | 32     | 1      |
| Real Madrid                         | 2017–18        | Primera División | 7      | 0    | 4             | 0             | —            | —            | 1             | 0             | 0       | 0       | 12     | 0      |
| Real Madrid                         | 2018–19        | Primera División | 5      | 1    | 1             | 0             | —            | —            | 1             | 0             | 0       | 0       | 7      | 1      |
| Real Madrid                         | 2021–22        | Primera División | 1      | 0    | 0             | 0             | —            | —            | 1             | 0             | 0       | 0       | 2      | 0      |
| Real Madrid                         | Celkem         | Celkem           | 13     | 1    | 5             | 0             | —            | —            | 3             | 0             | 0       | 0       | 21     | 1      |
| Real Zaragoza (hostování)           | 2015–16        | Segunda División | 20     | 0    | —             | —             | —            | —            | —             | —             | —       | —       | 20     | 0      |
| Eintracht Frankfurt (hostování)     | 2016–17        | Bundesliga       | 25     | 1    | 2             | 0             | —            | —            | —             | —             | —       | —       | 27     | 1      |
| Wolverhampton Wanderers (hostování) | 2019–20        | Premier League   | 2      | 0    | 0             | 0             | 2            | 0            | 3             | 0             | –       | –       | 7      | 0      |
| Granada CF (hostování)              | 2019–20        | Primera División | 11     | 0    | 3             | 0             | —            | —            | 0             | 0             | —       | —       | 14     | 0      |
| Granada CF (hostování)              | 2020–21        | Primera División | 20     | 0    | 4             | 0             | —            | —            | 10            | 0             | —       | —       | 34     | 0      |
| Granada CF (hostování)              | Celkem         | Celkem           | 31     | 0    | 7             | 0             | —            | —            | 10            | 0             | —       | —       | 48     | 0      |
| Kariéra celkem                      | Kariéra celkem | Kariéra celkem   | 120    | 3    | 14            | 0             | 2            | 0            | 16            | 0             | 3       | 0       | 155    | 3      |

## Úspěchy
Real Madrid
- Liga mistrů UEFA: 2017/2018[38]
- Superpohár UEFA: 2017[39]
- Mistrovství světa ve fotbale klubů: 2017,[40] 2018[41]

Španělsko U19
- Mistrovství Evropy ve fotbale hráčů do 19 let: 2015[42]

Španělsko U21
- Mistrovství Evropy ve fotbale hráčů do 21 let: 2019,[43] druhé místo 2017[44]

Španělsko U23
- Stříbrná medaile na letních olympijských hrách: 2020[45]